# Eurasiatismo

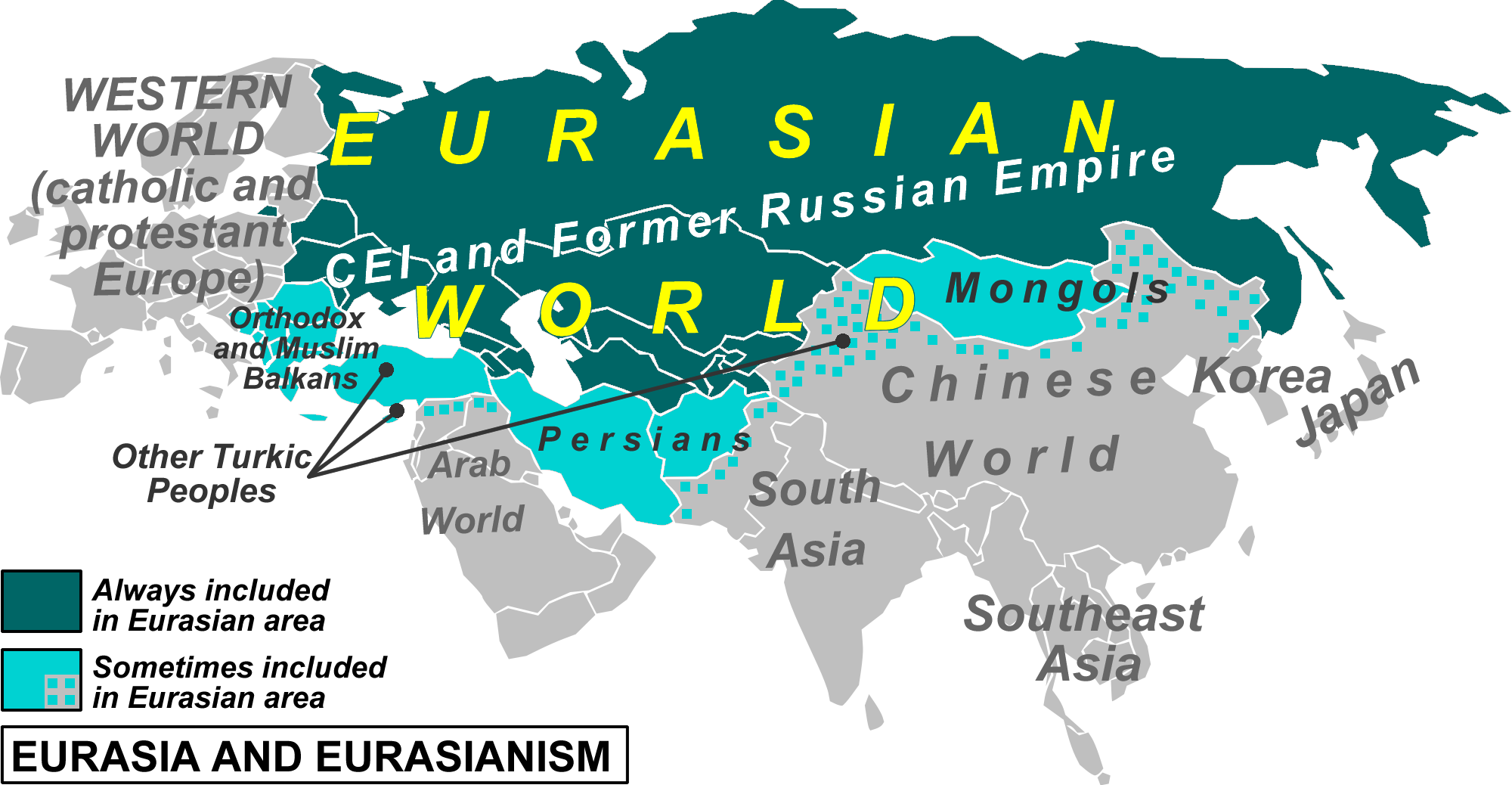
Eurasia

L'eurasiatismo — detto anche eurasismo o eurasianesimo (l'ultima forma mutuata dall'aggettivo inglese Eurasian che non trova corrispettivi suffissati allo stesso modo in italiano, dove si ha "eurasiatico" ed "eurasiatista") — è una corrente di pensiero che propugna la presenza preponderante nella cultura europea continentale dei valori spirituali e culturali del mondo asiatico, spesso misticamente esaltati.
Nella sua versione russa (in russo: евразийство, evrazijstvo) si sviluppò tra l'emigrazione "bianca" dei russi negli anni venti: essa concerne l'interpretazione della storia russa e le relazioni di civiltà tra la Russia e l'Europa; suoi principali esponenti furono Nikolaj Trubeckoj, Pëtr Nikolaevič Savickij e Georgij Florovskij. Il movimento ha visto una leggera rinascita dopo lo scioglimento dell'Unione Sovietica alla fine del ventesimo secolo ed è rispecchiato da altre visioni geopolitiche, come il turanismo dei popoli turchi e dei gruppi etnici delle lingue uraliche, incentrate sulla discendenza dal nomadismo altaico-mongolo.

## Genesi e storia

### Secolo XIX
Il Congresso di Vienna (maggio 1814 - giugno 1815) portò alla restaurazione dell'Antico Regime in Europa a seguito dei cambiamenti promossi dalla Rivoluzione francese, dalle guerre napoleoniche e dal Primo Impero francese. Durante il congresso, Alessandro I di Russia intendeva trasformare l'Europa continentale in una federazione di stati sotto la guida russa e ottenere una maggiore libertà nei mari, ma affrontò una forte opposizione dall'Inghilterra, che vedeva questo come una minaccia alla sua supremazia navale.
La ricaduta culturale di questa posizione geostrategica fu espressa dal precursore dell'eurasiatismo Konstantin Leont'ev, autore di Vizantism i slavjanstvo (1875). In tale opera, Leont'ev sostiene che la civiltà russa è modellata sull'idea-forza di bizantinismo, i cui elementi dominanti sono l'autocrazia ed il cristianesimo ortodosso. Il bizantinismo, così com'è inteso da Leont'ev, è radicalmente opposto al razionalismo di matrice occidentale, ritenuto un influsso nefasto e distruttore tanto per l'Europa stessa quanto per i popoli che vi entrano in contatto: perciò l'invito rivolto alla Russia è quello di unirsi ai popoli asiatici, ancora immuni dal progressismo e dall'imborghesimento. 

### Secolo XX
Il movimento in parte fu debitore nei confronti delle idee slaviste di Konstantin Leont'ev, soprattutto il postulato che la civiltà russa non appartiene alla categoria "europea". Quest'ultimo elemento collega in maniera fondamentale Leont'ev ai tre fondatori dell'eurasiatismo: il linguista Nikolaj Trubeckoj (1890-1938), lo storico Georgij Vernadskij (1887-1973) e l'economista Pëtr Nikolaevič Savickij (1895-1965).
Tutti e tre gli intellettuali esularono dalla Russia a seguito della presa del potere da parte dei bolscevichi e, singolarmente o collegialmente, cominciarono ad interrogarsi sulla storia e la cultura russe, giungendo ad elaborare la dottrina eurasiatista. Per essi la rivoluzione dei bolscevichi di ottobre fu una reazione necessaria alla rapida modernizzazione della società russa; gli eurasiatisti credevano che il regime sovietico fosse in grado di evolversi in un nuovo governo cristiano ortodosso nazionale non europeo, gettando la maschera iniziale dell'internazionalismo proletario e dell'ateismo militante (a cui gli eurasiatisti erano fortemente contrari).
In controtendenza con tutta la storiografia russa ed europea dell'epoca e dei secoli precedenti, questi pensatori affermarono che la dominazione mongola era stata decisiva e positiva per la creazione dell'identità russa. Lo Zar e lo Stato moscoviti sarebbero stati i successori del Khan mongolo e dell'Orda d'Oro, enfatizzando la loro influenza sulla trasformazione della debole e divisa Russia degli appannaggi in una autocrazia potente, disciplinata e monolitica. Istituzioni, norme legali e psicologia della Russia moscovita sarebbero state tutte retaggi di Gengis Khan. Grazie a quell'esperienza, i Russi ed i popoli circostanti si erano trovati uniti in una medesima civiltà eurasiatica. La loro unità culturale doveva rispecchiarsi nell'integrazione politica, precondizione necessaria per resistere all'influsso omologatore occidentale. Questa posizione trovò presto sostenitori tra altri intellettuali russi esuli in Europa - quali il teologo e filosofo Georgij Florovskij (1893-1973) ed il musicologo Pyotr Petrovich Suvchinsky (1892-1985) - ed all'interno della "bianca" comunità di emigranti russi (Nikolai Danilevski): essi postulavano che la civiltà russa non appartiene alle categorie "europea" o "asiatica", ma al concetto geopolitico dell'Eurasia.

## Evoluzione
Gli esponenti principali degli eurasiatisti erano il principe Nikolai Trubetzkoy, Pëtr Nikolaevič Savickij, P. P. Suvchinsky, D.S. Mirsky, Konstantin Chkheidze, P. Arapov e S. Efron.  Georgij Florovsky era inizialmente un sostenitore, ma ha rinunciato all'organizzazione sulla base del fatto che "solleva le domande giuste" ma "presenta le risposte sbagliate". Un'influenza significativa della dottrina eurasiatica si trova nel saggio di Nikolaj Aleksandrovič Berdjaev "Le fonti e il significato del comunismo russo"
Diverse organizzazioni simili nello spirito agli eurasiatisti sono emerse dalla comunità di emigrati nello stesso periodo, come Smenovekhovtsy e il pro-realista Mladorossi.
Sviluppato originariamente negli anni '20 in opposizione all'URSS, il movimento giunse per lo più a sostenere in parte la Rivoluzione bolscevica, ma non i suoi obiettivi dichiarati di istituire il comunismo, vedendo piuttosto l'Unione Sovietica come un trampolino di lancio sulla strada per creare una nuova identità nazionale che riflettesse il carattere unico della posizione geopolitica della Russia. 
Gli eurasiatisti hanno criticato le attività anticomuniste di organizzazioni come l'Unione militare russa, ritenendo che le energie della comunità emigrata si sarebbero concentrate meglio sulla preparazione per questo previsto processo di evoluzione. A loro volta, i loro oppositori tra gli emigranti sostenevano che gli eurasiatisti chiedevano impegno e persino sostegno al regime sovietico, giustificando le loro implacabili politiche (come la persecuzione della Chiesa ortodossa russa) come semplici "problemi di transizione" che erano inevitabili esiti del processo rivoluzionario.
Diversi membri degli eurasiatisti furono colpiti dall'operazione provocatoria sovietica "Trest" ("Operation Trust" in inglese), che organizzò un falso incontro in Russia con la presenza del leader Pëtr Nikolaevič Savickij nel 1926 (una precedente serie di viaggi fu fatta anche due anni prima dal membro P. Arapov). La scoperta di Trest come provocazione sovietica allestita dalla Čeka causò un duro colpo al morale del gruppo e screditò la sua immagine pubblica. Nel 1929, gli eurasiatisti smisero di pubblicare le loro riviste e scomparvero rapidamente dalla comunità dell'emigrazione russa.

### "L'ultimo eurasiatista"
Così fu ribattezzato, col suo assenso, lo storico ed antropologo russo Lev Gumilëv (1912-1992), figlio dei celebri poeti Nikolaj Nikolaevič Gumilëv e Anna Achmatova. Egli, infatti, pur nel clima sostanzialmente ostile della cultura sovietica (Gumilëv aveva origini aristocratiche, e perciò passò molti anni in carcere o ai lavori forzati), studiò a fondo il contributo delle civiltà turaniche nel quadro della storia russa ed eurasiatica. Sopravvisse di soli pochi mesi alla fine del regime bolscevico (tra l'altro, opponendosi alla dissoluzione dell'Unione Sovietica), ma furono sufficienti per acquisire una grande notorietà per sé e per l'eurasiatismo, fino al punto che oggi in Russia è idea comune, tanto tra la classe intellettuale quanto tra la gente comune, che la loro civiltà non sia né europea né asiatica, ma per l'appunto "eurasiatica".
Lev Gumilëv è spesso citato per la sua frase: "io sono l'ultimo degli eurasiatisti".
Allo stesso tempo, si notarono grandi differenze tra il lavoro di Gumilëv e quello degli eurasiatisti originali. Il lavoro di Gumilëv è controverso per la sua metodologia scientifica (l'uso della sua stessa concezione di etnogenesi e la nozione di "passione" delle etnosi). In ogni caso, il lavoro di Gumilëv è stato fonte di ispirazione per gli autori neo-eurasiatici, il più prolifico dei quali è Aleksandr Dugin.
Il contributo di Gumilev al neo-eurasiatismo sta nelle conclusioni dell'applicazione della sua teoria dell'etnogenesi: che l'occupazione mongola del 1240-1480 d.C. (nota come "giogo mongolo") proteggeva le etnie russe emergenti dal vicino aggressivo dell'Occidente, permettendo loro di guadagnare tempo per raggiungere la maturità. L'idea di eurasiatismo contrasta con il bizantinismo di Konstantin Leont'ev, che è simile nel suo rifiuto dell'Occidente, ma si identifica con l'Impero bizantino, non con la cultura tribale dell'Asia centrale.

## Il neo-eurasiatismo russo
Il neo-eurasiatismo (in russo: неоевразийство, neojevrazijstvo) è una scuola di pensiero russa, resa popolare in Russia durante gli anni precedenti e successivi al crollo dell'Unione Sovietica, che considera la Russia culturalmente più vicina all'Asia che all'Europa occidentale.

### Fine del secolo
L'ideologia del movimento fu parzialmente incorporata in un nuovo movimento con lo stesso nome dopo lo scioglimento dell'Unione Sovietica nel 1991, quando il Partito Eurasiatico fu fondato da Aleksandr Dugin, che formulò anche le basi ideologiche dell'eurasiatismo, la "Quarta Teoria politica".
Il filosofo russo Aleksandr Dugin ha recuperato l'eurasiatismo, coniugandolo con lo studio della geopolitica. Da tale commistione è nato il "neo-eurasiatismo": esso sottolinea la necessità dell'integrazione politica e strategica dei paesi postsovietici - l'Eurasia - non più in funzione antieuropea, bensì antistatunitense. Gli USA ed il loro progetto universalista sono infatti la minaccia additata dai neoeurasiatisti, mentre l'Europa (al pari di India, Cina, Giappone e Iran) è un'interlocutrice e potenziale alleata-vassalla in virtù della credenza di avere un comune interesse per un ordine mondiale multipolare, ovviamente a guida moscovita. Questo ideale è di fondo la continuazione dell'ideale imperialista russo, molto apprezzato da partiti nazionalisti di estrema destra e dal nazionalbolscevismo. 

Vessillo del Movimento Eurasiatico

### La versione di Dugin
La versione eurasiatica di Aleksandr Dugin va oltre le precedenti impostazioni. Dopo gli studi, comincia a lavorare come giornalista e ricercatore, approcciandosi all'eurasiatismo classico, ed inizia a pubblicare sin dai primi anni '80 diversi articoli di filosofia, storia, politica e geopolitica, parallelamente al suo primo impegno pratico nella politica con il gruppo Pamjat' di Dmitrij Vasil'ev, assieme al suo amico e intellettuale musulmano Gejdar Džemal. Per la Russia, ancora URSS, sono gli anni dei primi movimenti liberali, occidentalisti ed anticomunisti, ai quali diverse realtà di pensatori e di politici si opposero, intravedendo in questa apertura una possibile disgregazione dell'identità nazionale. Dugin collabora tanto con i nazionalisti russi quanto con i neocomunisti in quell'ottica di alleanze per un blocco unitario patriottico, stendendo il manifesto politico culturale del Partito Comunista assieme a Gennadij Zjuganov, avviando dal 1991 collaborazioni con la rivista politico-culturale Elementy, il quotidiano Den di Aleksandr Prochanov, per poi aprirsi verso ovest ed intessendo relazioni con Jean Thiriart, il teorico della "Nazione europea" da Dublino a Vladivostok e due tra gli animatori della corrente eurasiatista in Italia, Claudio Mutti e Carlo Terraciano. Dopo la marcia dei carri armati sul Cremlino del filo occidentale Boris El'cin, Dugin unì le proprie forze con Ėduard Limonov, lo stravagante scrittore ed attivista politico che avrà un ruolo importante nella Russia al varco del XXI secolo, il quale, esule dall'URSS, aveva avuto una certa influenza sulla sinistra contestatrice francese. Nel 1994 diedero insieme vita al Partito Nazional Bolscevico, entro il quale proposero una rivalutazione ed una rilettura del periodo sovietico, condannandone i crimini di repressione, ma mantenendone lo "spirito russo", importante per la continuità storica. L'alleanza, però, non durò molto e ben presto Dugin lasciò il PNB a causa di un crescente estremismo ostentato e spettacolare di Limonov, intravisto come pericoloso ed utile per i fini degli occidentali liberali. 
Il nuovo corso duginiano fu indirizzato, successivamente, all'approfondimento della geopolitica e alla riscoperta di quell'eurasiatismo che lo aveva da sempre appassionato, spostando la propria pubblicistica sul versante più metafisico e metapolitico. Già dal 1992, anno in cui detiene la cattedra di Geopolitica all'Accademia Militare di Mosca, mostra un approccio più scientifico e concreto alla materia, mentre sul versante filosofico edita i primi testi che sono concordemente riconosciuti come l'incipit della filosofia neoeurasiatista, che, con l'opera Misteri dell'Eurasia del 1996 trova il suo atto di nascita. Nel '98 proclamò il suo appoggio critico ad Evgenik Primakhov, primo ministro artefice del triangolo Mosca-Pechino-Nuova Delhi, venendo chiamato dall'allora presidente della Duma Gennadij Seležnev come consigliere strategico al Centro d’Analisi Geopolitica della Duma. Con l'avvento di Vladimir Putin, quest'ultimo fu inizialmente fiducioso, sebbene si trattasse del delfino dello storico rivale El’cin, ma nel giro di pochi anni i dubbi e le perplessità crebbero e si crearono delle distanze ideologiche fra la linea del primo ministro, considerato troppo liberale per alcuni tratti, e il "filosofo del Cremlino", come venne definito a causa della sua occupazione in seno agli organi di governo.
Nel 2000 nasce ufficialmente il Movimento Politico Panrusso "Eurasia" il cui documento fondativo, il Manifesto del Neoeurasiatismo, è non solo il riassunto del percorso duginiano lungo circa vent'anni, ma si apre prospetticamente nella direzione di cooperazioni internazionali culturali di più ampio respiro, tanto che allo stesso movimento aderirono personaggi come Vsevolod Čaplin segretario delle Relazioni estere del Patriarcato di Mosca, Talgat Tažuddin Gran Mufti del direttorio spirituale dei musulmani russi, Dir-Kabalam capo dei buddhisti russi e il rabbino hassidico Avram Šmulevič. L'anno successivo il Movimento divenne partito e appoggiò alle elezioni il gruppo Russia Unita; nello stesso periodo, Dugin fondò il proprio giornale "L'Osservatore Eurasiatico", entrando in seguito come editorialista in molti dei maggiori giornali nazionali come Izvestija, Literaturnaja Gazeta, Vremja Novestej e altri, cominciando anche una discreta partecipazione televisiva. L'estensione della rete internet alla Federazione Russa comporterà la nascita della piattaforma Geopolitica.ru, ancora oggi cuore virtuale dell'eurasiatismo mondiale. Il 20 novembre 2003 il partito diventa un'organizzazione non governativa transnazionale denominata Movimento Internazionale Eurasiatista, atto di conferma della scelta di Dugin di abbandonare la politica partitica, ritenuta non più adatta alle esigenze concrete della contemporaneità, dedicandosi da quel momento all'insegnamento e alla cultura. 
In tutto questo susseguirsi di esperienze, la produzione filosofica accompagna il cammino del pensatore moscovita: 40 opere pubblicate, di cui una consistente in 26 tomi, fra le quali ne spicca una, destinata sin dalla sua prima uscita a diventare un testo rivoluzionario e capace di appassionare anche i lettori meno avvezzi alla filosofia, intitolata La Quarta Teoria Politica. La prima edizione venne pubblicata a San Pietroburgo nel 2009 per poi essere estesa con altri due rimaneggiamenti, nel 2011 e nel 2012, arrivando ad una versione pressoché definitiva e tradotta in varie lingue. Si tratta di un testo che si pone come una sorta di metodo, ma anche strumento e manifesto programmatico, rivolto potenzialmente a tutti i popoli che vogliono costruire una differente visione filosofico-politica che vada oltre le grandi teorie già esistenti, la prima del liberalismo, la seconda del comunismo e la terza del nazionalismo, superando ogni dicotomia e rimescolamento per edificare un mondo differente e, secondo l'autore, autenticamente ordinato al bene comune. La Quarta Teoria Politica ebbe sin da subito un grande successo, divenendo oggetto di studio settoriale ma anche di nuove proposte sociali, conquistando il ruolo di testo-guida per i promotori dell'eurasiatismo. Dugin ha poi proceduto a creare, tramite il Movimento Internazionale Eurasiatista, una serie di gruppi di elaborazione della Quarta Teoria Politica declinata secondo le differenti culture e Paesi.

### "Grande Russia"
Il concetto politico-culturale adottato da alcuni in Russia è talvolta chiamato "Grande Russia" ed è descritto come un'aspirazione politica di nazionalisti panrussi e irredentisti, volta a riconquistare alcuni o tutti i precedenti territori delle Repubbliche sovietiche e del territorio dell'ex Impero russo, per unirle in un unico Stato russo. Alexander Rutskoi, vicepresidente della Russia dal 1991 al 1993, ha dichiarato che Narva (Estonia), Crimea (Ucraina) ed Öskemen (Kazakistan), tra gli altri territori, si dichiarano irredentisti. 
Prima dell'inizio della guerra tra Russia e Georgia nel 2008, Aleksandr Dugin visitò l'Ossezia del Sud e predisse: «Le nostre truppe occuperanno la capitale georgiana Tbilisi, l'intero Paese e forse anche l'Ucraina e la penisola di Crimea, che fanno storicamente parte della Russia». Anche l'ex presidente osseto Ėduard Kokojty è un eurasiatista e sostiene che l'Ossezia del Sud non ha mai lasciato l'Impero russo e dovrebbe far parte della Russia. Inoltre, vuole passare alla storia come artefice della riunificazione con la metà settentrionale dell'Ossezia, che, secondo lui, appartiene alla Russia.

## Il neo-eurasismo turco
La struttura di potere che sostiene Erdoğan ha assecondato "le correnti eurasiatiste e panturchiste che dal fallito golpe del 2016 controllano i gangli vitali delle istituzioni turche, soprattutto le forze armate, e che sostengono l'idea che la Turchia dovrebbe riorientarsi allontanandosi dall'Occidente, uscendo dall'Alleanza Atlantica, guardando all'entroterra dell'Asia centrale e orientale dove vi sarebbero le radici storiche e culturali della turchicità. I neo-eurasiatisti antiamericani dopo il tentato golpe del 2016 hanno riempito posizioni vacanti nelle istituzioni statali, insieme agli islamisti e ai ferventi sostenitori del Partito della Giustizia e dello Sviluppo (AKP). Puntano a strette relazioni con la Russia e vedono nel sistema cinese un modello da adottare".